# Григор Попев
Григор (Глигор, Глигур) Стефанов Попев с псевдоними Г. П-ов и Попето е български революционер, деец на Вътрешната македоно-одринска революционна организация.

## Биография
Григор Попев е роден в Прилеп, тогава в Османската империя. Произлиза от богато търговско семейство и самият той е крупен търговец. Завършва ІІІ клас в българската гимназия в Солун. От 1892 до 1896 година е търговец в Битоля, после в Солун. Влиза в редовете на ВМОРО през 1894 година и заедно с Пере Тошев и Георги Пешков организира местния комитет. Към тях се присъединява и Гьорче Петров.
Григор Попев участва на конгреса на ВМОРО във Ресен през 1894 година. По-късно е избран за член на Битолския окръжен комитет, а след това от края на 1896 до 1901 година е касиер на Централния комитет на ВМОРО.
Спомените му за революционната дейност записва Любомир Милетич през 1932 година.